# Distretto di Wapi Pathum
Il distretto di Wapi Pathum (in thailandese: วาปีปทุม) è un distretto (amphoe) della Thailandia, situato nella provincia di Maha Sarakham.